# هوانغ سوك يونغ
هوانغ سوك يونغ (مواليد 4 يناير 1943)، هو كاتب روائي من كوريا الجنوبية.

## من مؤلفاته المترجمة للعربية
- «ذات يوم كنا حبيبين - تراجيديا الحب والطموح».[3]
- «أشياء مألوفة».
- «الأميرة باري».
- «نجم المساء».[4]

## الجوائز
- جائزة مانهاي الأدبية (1989).
- جائزة دانجاي الأدبية (2000).
- جائزة إيسان الأدبية (2000).
- جائزة ديسان للأدب (2001).
- الجائزة الكبرى لجائزة مانهاي الأدبية (2004).[5]
- جائزة الفنون "لهذا العام" من مؤسسة الثقافة والفنون الكورية (2004).
- جائزة علامة الاحترام (2008).[6]
- جائزة إميل غيميت (2018).[7]